# Lydia Oswald
Lydia Oswald (* 13. September 1906 in St. Gallen; † 1982 in Zürich) war eine Schweizer Spionin, Journalistin und Autorin.

## Leben und Werk
Lydia Oswald absolvierte in einem Modehaus in Zürich eine Lehre. Sie reiste anschliessend über Marseille, Algier und San Francisco nach Mexiko. Später wurde sie wahrscheinlich von Elsbeth Schragmüller, der Leiterin der deutschen Spionage gegen Frankreich, angeworben und in Lindau am Bodensee zur Spionin ausgebildet. Die Versailler Verträge und vor allem die Verträge von Locarno verboten den Deutschen jegliche Spionagetätigkeiten, was die deutschen Nachrichtendienste jedoch nicht davon abhielt, im Verborgenen weiter zu spionieren.
Während der französische Spionageabwehrdienst Kenntnis von Oswalds Spionageaktivität hatte, hielt sie sich in Paris und später in Marseille und ab 1935 in den Militärhäfen von Toulon und Brest auf. In Brest ging sie eine Beziehung zu einem Leutnant zur See ein, um so auf einfache Weise möglichst viele Informationen über die dortige militärische Anlage zu erhalten. Als dieser in die Karibik versetzt wurde, ging Oswald mit dessen Freund, einem Kapitänleutnant, eine Beziehung ein.
Am 2. März 1935 wurde Oswald am Bahnhof von Brest festgenommen. Bei der Durchsuchung ihres Hotelzimmers wurden ihre Korrespondenz sowie zahlreiche Dokumente und ein Einzahlungsbeleg über 5000 Francs, der vermutlich aus Deutschland stammte, sichergestellt. Zudem fand sich eine Nachricht von einem gewissen Fräulein Doktor, was auf Elsbeth Schragmüller hindeutete.
Lydia Oswald wurde auch die «Schweizer Mata Hari» oder «die Spionin mit den smaragdgrünen Augen» genannt. Am 10. November 1935 begann der Prozess gegen sie. Sie gestand, im Auftrag spioniert zu haben, behauptete jedoch, keine professionelle Spionin gewesen zu sein. Sie wurde zu neun Monaten Haft verurteilt. Anschliessend reiste sie als Journalistin für Deutschland durch die Welt.
Oswald drehte 1937 zusammen mit dem Regisseur, Drehbuchautor, Kameramann und Produzent Hans Leuenberger (1909–1979) auf einer 18-monatigen Reise, die von der Schweiz über die Türkei, Syrien, Irak, Indien, Burma, Siam, Indochina, China und Japan führte, den Film «Quer durch Asien im Auto». Ihre Reisereportagen wurden zum Teil in Schweizer Zeitschriften abgedruckt.
1938 erschien Oswalds Broschüre Noch mehr Reisläufer? Erlebnisse einer Schweizer Nationalsozialistin, vor der die Schweizerische Lehrerinnen-Zeitung warnte, da es sich um eine nationalsozialistische Propagandaschrift handle, die an die Schweizer Frauen gerichtet sei.
Später drehte Oswald mit Leuenberger den Dokumentarfilm «Ukraine 1943», «der der deutschen Propaganda alle Ehre gemacht hätte» (Bö). Da der Film infolge der Kriegsereignisse plötzlich nicht mehr opportun war, zeigte man ihn zwecks Amortisation durch die schweizerischen Kulturfilmgemeinden in der Schweiz.